# Ernest Marsden
Ernest Marsden FRS (Rishton, 19 de fevereiro de 1889 – Wellington, 15 de dezembro de 1970) foi um físico inglês que viveu a maior parte de sua vida na Nova Zelândia.
Em 1909, quando ainda era aluno de graduação, participou do que ficou conhecido como experimento de Geiger-Marsden, também chamado de experimento da folha de ouro, que consistiu numa experiência científica realizada junto com Hans Geiger, com o objetivo de investigar a estrutura do átomo. O experimento foi realizado sob a supervisão de Rutherford nos laboratórios de Física da Universidade de Manchester, no Reino Unido. Em 1915 estabeleceu-se na Universidade Victoria de Wellington na Nova Zelândia, recomendado por Rutherford.
Durante a Primeira Guerra Mundial Marsden serviu na França no Corpo Real de Engenharia, recebendo a Cruz Militar. Após a guerra tornou-se um dos principais físicos da Nova Zelândia, fundando o Department of Scientific and Industrial Research em 1926 e organizando suas investigações particularmente na área da agricultura. Durante a Segunda Guerra Mundial trabalhou em pesquisas sobre o radar.
Marsden foi eleito membro da Royal Society em 1946, foi presidente da Sociedade Real da Nova Zelândia em 1947, apresentou a Palestra Rutherford de 1948, tornando-se sir em 1958. O Fundo Marsden para pesquisa básica na Nova Zelândia foi estabelecido em 1994. A Universidade Massey batizou um de seus maiores anfiteatros com seu nome.